# Куче-Великі
Куче-Великі (пол. Kucze Wielkie) — село в Польщі, у гміні Єдвабне Ломжинського повіту Підляського воєводства.
Населення — 139 осіб (2011).
У 1975-1998 роках село належало до Ломжинського воєводства.

## Демографія
Демографічна структура станом на 31 березня 2011 року:
|          | Загалом | Допрацездатний вік | Працездатний вік | Постпрацездатний вік |
| -------- | ------- | ------------------ | ---------------- | -------------------- |
| Чоловіки | 68      | 16                 | 42               | 10                   |
| Жінки    | 71      | 14                 | 34               | 23                   |
| Разом    | 139     | 30                 | 76               | 33                   |